# Hattorioceros striatisporus
Hattorioceros striatisporus là một loài rêu trong họ Anthocerotaceae. Loài này được J. Haseg. J. Haseg. mô tả khoa học đầu tiên năm 2000.